# Only Our Death Is Welcome...
Only Our Death Is Welcome... (přeloženo do češtiny Pouze naše smrt je vítána) je první studiové album české death metalové skupiny Krabathor vydané roku 1992 společností Monitor. Bylo nahráno ve studiu Propast v listopadu 1991.

## Seznam skladeb
1. "Royal Crown" – 1:03
2. "Psychodelic" – 5:43
3. "Eternal" – 4:16
4. "Convict to Contempt" – 6:29
5. "Before the Carnage" – 0:33
6. "Pacifistic Death" – 4:49
7. "Preparing Your End" – 7:30
8. "Killing My Wrath" – 6:08
9. "Worried Childhood" – 1:19
10. "Madness of the Dark Shadow" – 7:05

## Sestava
- Petr "Christopher" Kryštof: vokály, kytara
- René "Hire" Hílek: kytara
- Bronislav "Bruno" Kovařík: baskytara
- Petr "Kopec" Kopeček: bicí
- Petr Ackermann: klávesy